# Fluvioviridavis
Fluvioviridavis is een geslacht van uitgestorven uilnachtzwaluwen uit het Vroeg-Eoceen van Noord-Amerika. 

## Fossiele vondsten
Fluvioviridavis werd beschreven op basis van een fossiel van circa 51,6 miljoen jaar oud uit de Fossil Butte Member van de Green River-formatie in de Verenigde Staten. 

## Kenmerken
Fossiele delen van de onderkaak en schedel van Fluvioviridavis tonen veel karakteristieke kenmerken van hedendaagse uilnachtzwaluwen. 

## Verwantschap
Fluvioviridavis is de oudst bekende uilnachtzwaluw. De uilnachtzwaluwen komen tegenwoordig alleen voor in Australië, Nieuw-Guinea, omliggende eilanden en Zuidoost-Azië. Fluvioviridavis, Masillapodargus uit de Duitse Messelgroeve en Quercypodargus uit het Franse Quercy wijzen op een veel grotere verspreiding van de uilnachtzwaluwen in het Eoceen en Vroeg-Oligoceen.